# Полосаткин Сергей Викторович
Полосаткин Сергей Викторович — (род. в 1953 г. в г. Томск, СССР) — русский мастер музыкальных инструментов, мастер щипковых народных инструментов высшего качества: балалаек, домр, гитар.
С 1974 г. работал в Экспериментально-музыкальной мастерской Министерства культуры РСФСР. После перешёл к собственному частному изготовлению концертных музыкальных инструментов: Балалайки, Домры, Гитары.
Инструменты — результат его творческого изготовления музыкальных инструментов, наглядно отражённая в интересных решениях дизайна, орнамента, рисунка и конструкции инструментов.
На балалайках Полосаткина Сергея играют известные музыканты Леди Балалайка — Елена Ворфоломеева , Никита Полосаев и другие (возможно, знаменитый балалаечник Архиповский Алексей Витальевич тоже имеет/имел балалайку Полосаткина, по крайней мере мастер и балалаечник были знакомы).
Ушёл из жизни в 2025 г.

### Инструменты: Балалайки Полосаткина Сергея, домры, гитары

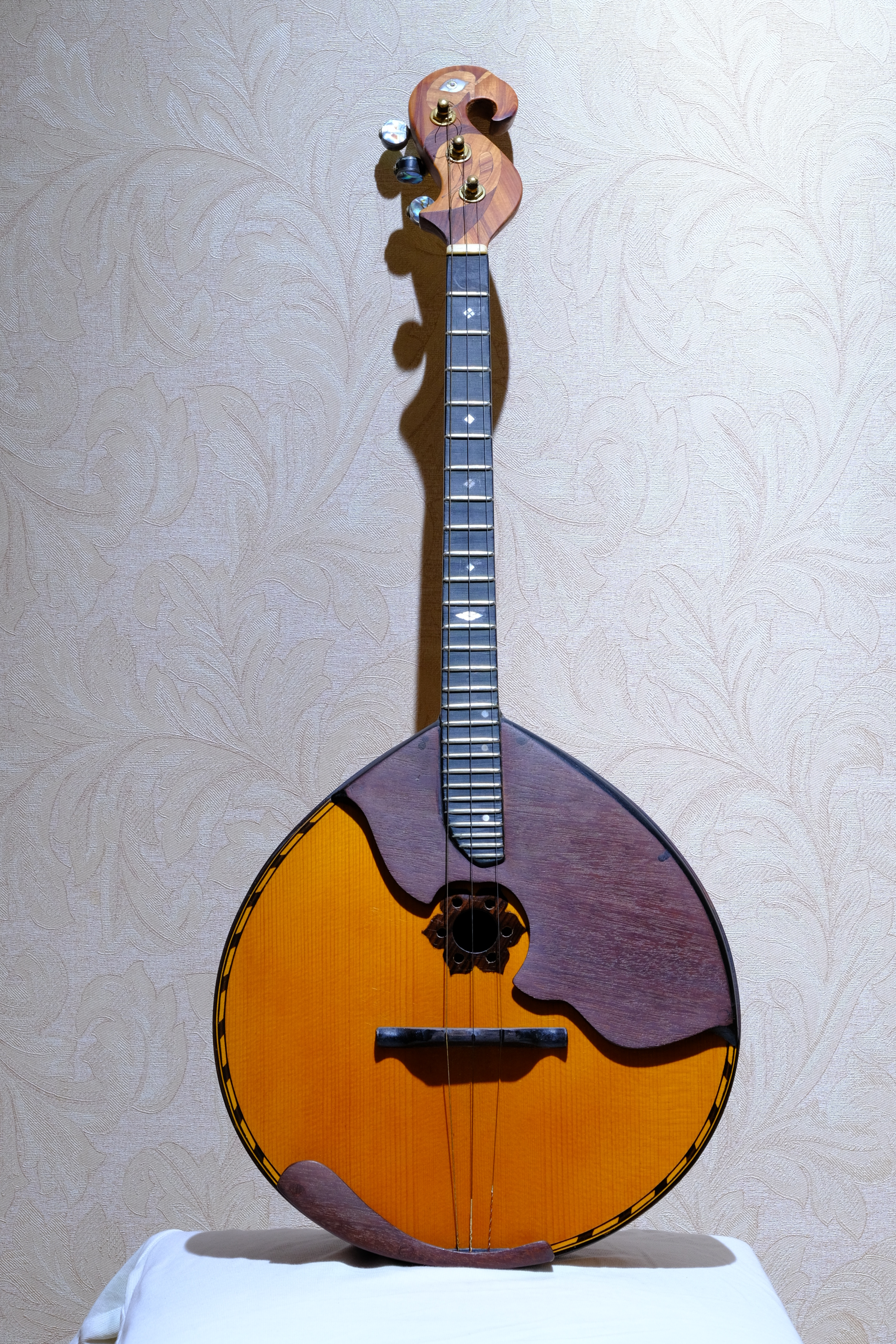
Домра мастера Полосаткина Сергея Викторовича с тропической птицей на головке грифа

Сколько точно мастер создал балалаек, домр и гитар неизвестно, что начал их создавать в 1974 году, а с 1980 г. точно создавал концертные мастеровые инструменты под частный заказ.
В основном создавал Прима Балалайки и Прима Домры трёхструнные.
Среди упоминаний в интернете о балалайках Полосаткина, находятся экземпляры созданные мастером в 1988 г.
Каждый инструмент уникален внешне, всегда отличались: панцирь, дека, корпус (цвет, структура), гриф, головка, лады с отметками, ручки у колышков, подставка под струны, орнамент на грифе, розетке, в уголках, панцире, всё всегда было индивидуально. И при этом у всех превосходное звучание.
Инструменты изготавливались из дорогих сортов дерева: клён, палисандр, розенвуд rosewood (розовое дерево), венге, ель резонансная; предварительно высушенного до необходимых характеристик для звукоизвлечения музыкальных инструментов и последующей обработки.
Внутри кузова каждого инструменты (за редким исключением) была наклеена бумажная этикетка, целиком написанная от руки Полосаткина Сергея Викторовича с указанием года изготовления, фамилии автора, города и иногда домашнего телефона (ныне не уже не ведущего к автору).
Последние 20 лет мастер на головке / лопатке грифа балалаек и гитар устанавливал знак короны Российской Империи, сделанной из перламутрового материала.
Головки домр к концу жизни мастер выполнял в виде фигуры тропической птицы, похожей на красивого попугая, каждая деталь которого выполнена из разного сорта дерева (тёмные сорта и светлые), а глаз птицы, сделанный из перламутра и виден зрачок. Таких домр с птицей сделано около 5 штук.

Судьба большинства инструментов С.В. Полосаткина неизвестна. 

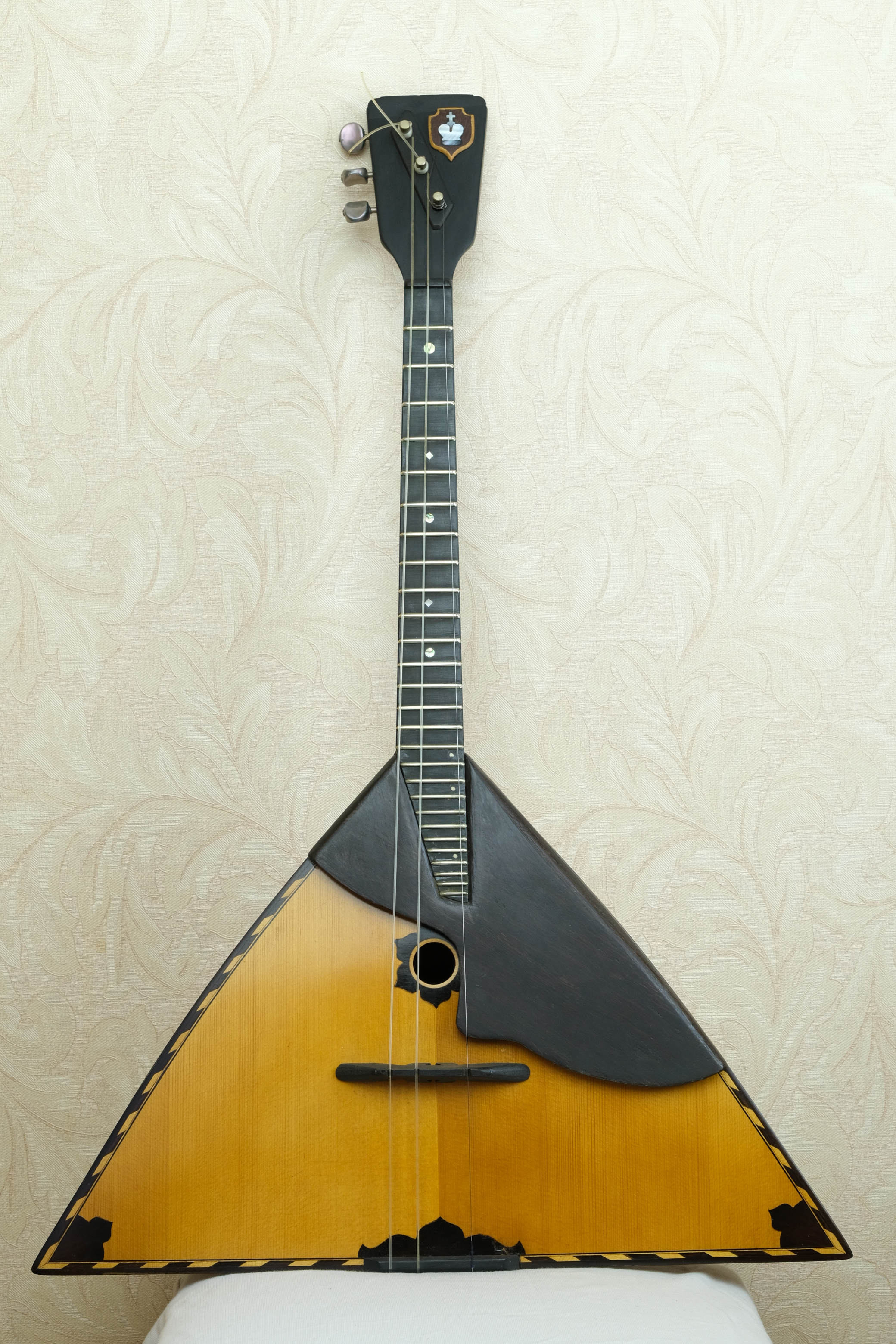
Балалайка мастера Полосаткина Сергея Викторовича с отличительным знаком короны Российской Империи на головке / лопатке грифа, которым маркировал инструменты последние 20 лет